# Comté de Jackson (Alabama)
Pour les articles homonymes, voir Jackson et Comté de Jackson.
Le comté de Jackson est un comté des États-Unis, situé dans l'État de l'Alabama.

## Démographie
| 1820  | 1830   | 1840   | 1850   | 1860   | 1870   |
| ----- | ------ | ------ | ------ | ------ | ------ |
| 8 751 | 12 700 | 15 715 | 14 088 | 18 283 | 19 410 |

| 1880   | 1890   | 1900   | 1910   | 1920   | 1930   |
| ------ | ------ | ------ | ------ | ------ | ------ |
| 25 114 | 28 026 | 30 508 | 32 918 | 35 864 | 36 881 |

| 1940   | 1950   | 1960   | 1970   | 1980   | 1990   |
| ------ | ------ | ------ | ------ | ------ | ------ |
| 41 802 | 38 998 | 36 681 | 39 202 | 51 407 | 47 796 |

| 2000   | 2010   | - | - | - | - |
| ------ | ------ | - | - | - | - |
| 53 926 | 53 227 | - | - | - | - |